# アルケスツヤクワガタ

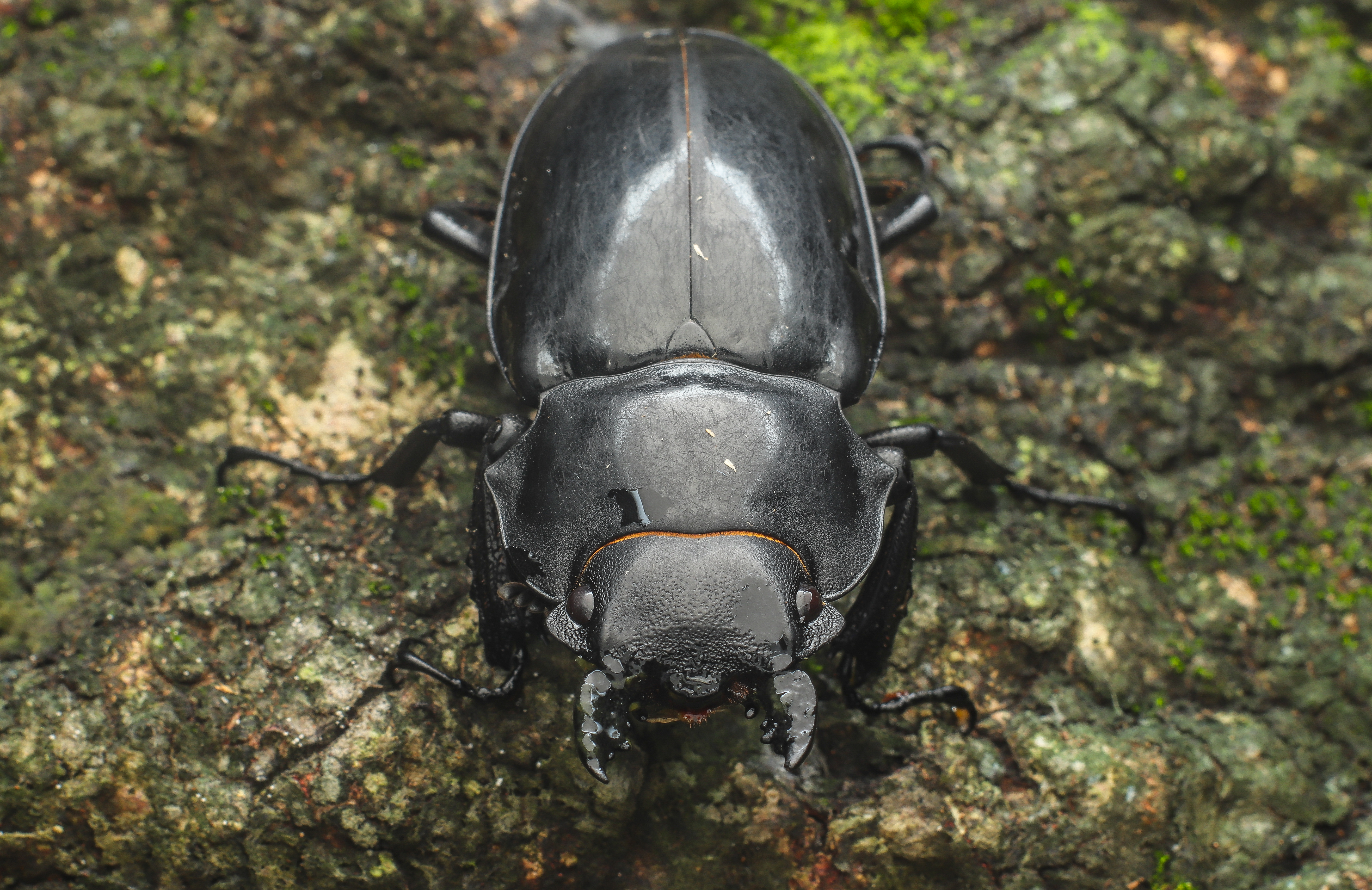
メス

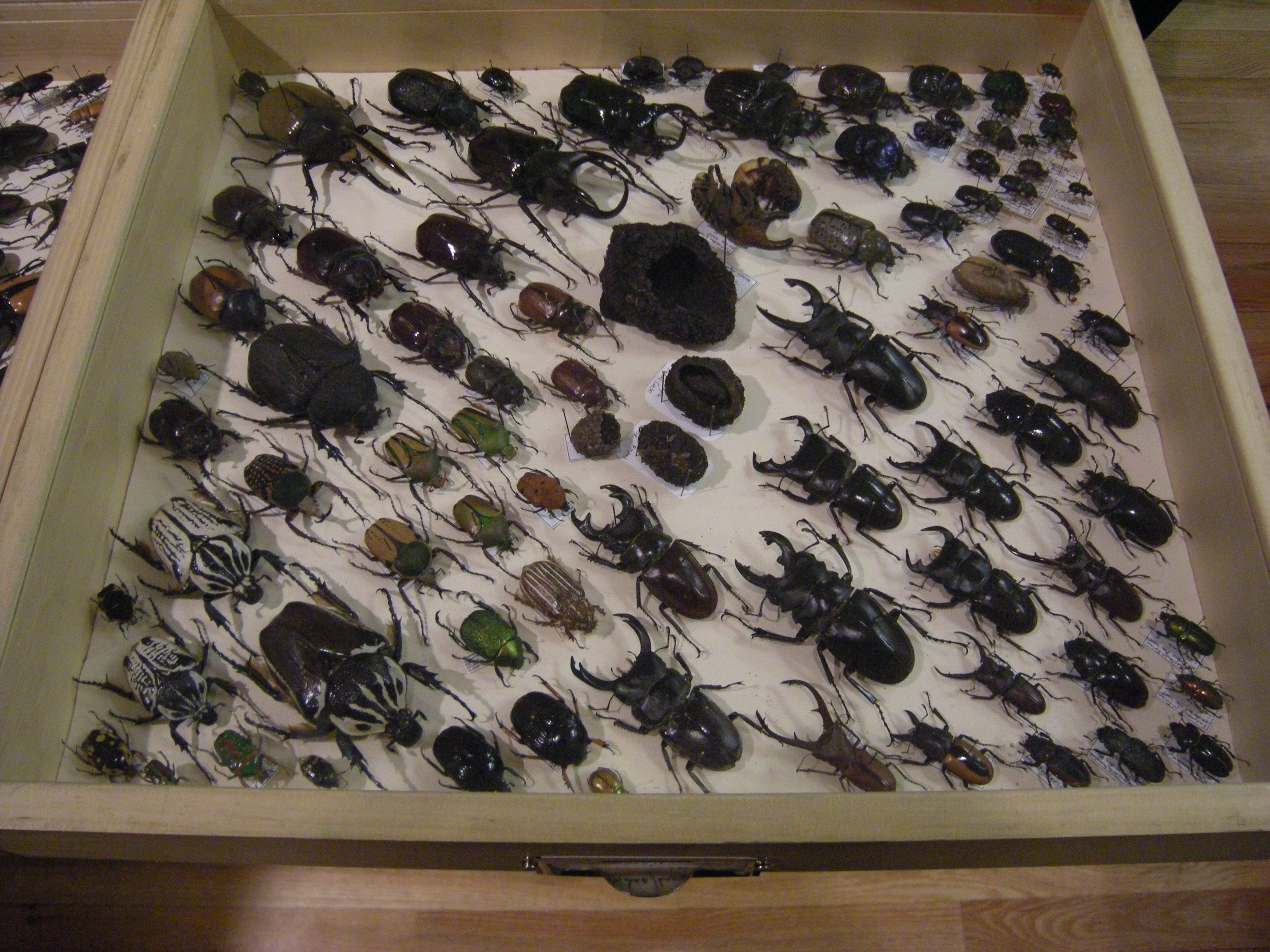
中歯型雄（モーレンカンプオオカブトと向き合っている）とその後に雌二匹、ダイオウヒラタクワガタを挟んで下に両歯型雄の個体がみえる

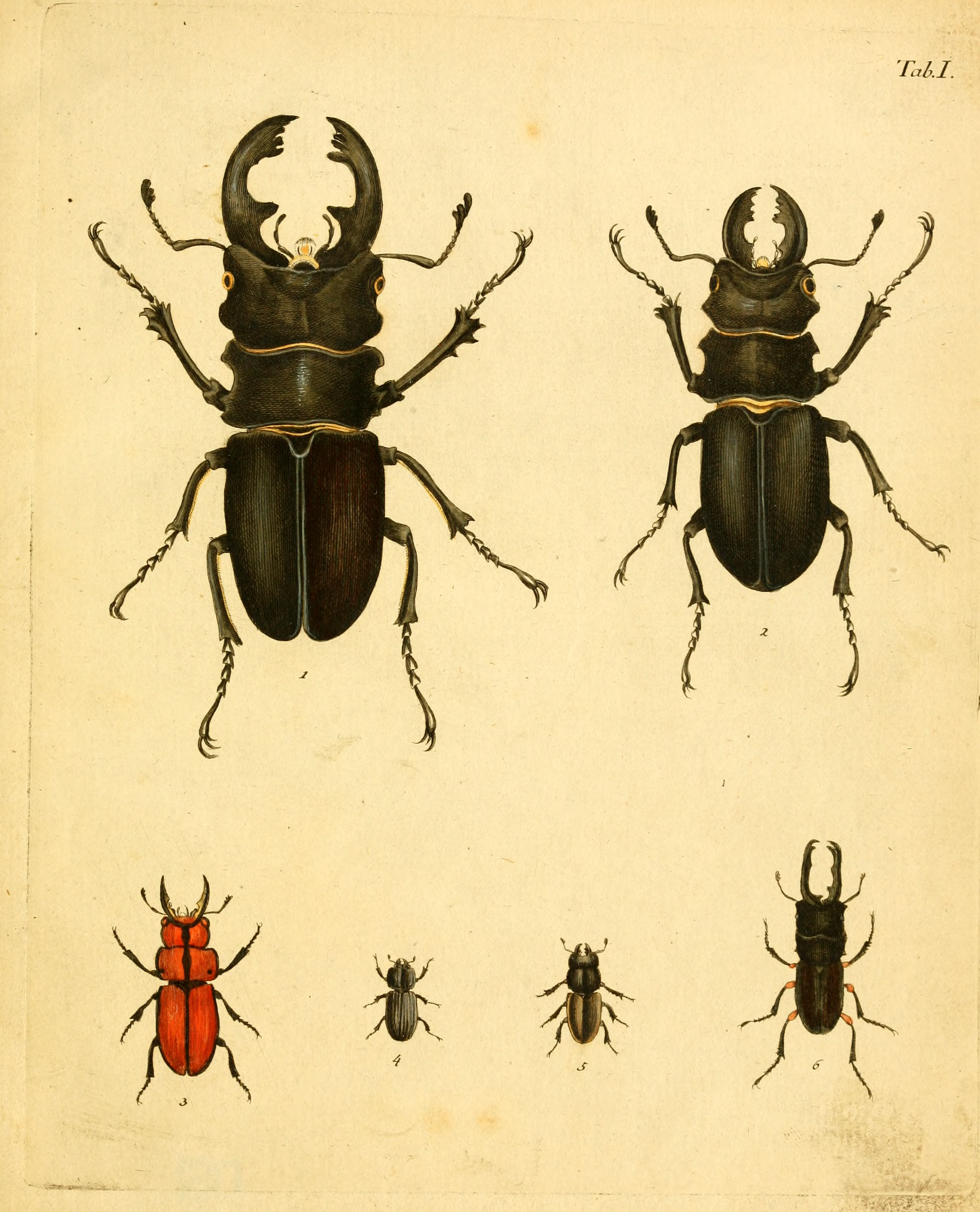
古い生物画による図。原歯型（右）と中歯型。下にいるのは左から種属不明、ヒョウタンクワガタ、サメハダクワガタ、ホソクワガタ。

アルケスツヤクワガタ (Odontolabis alces) は、昆虫綱コウチュウ目（鞘翅目）クワガタムシ科に属するクワガタムシの一種。

## 分布
フィリピンのルソン島、ミンダナオ島、ミンドロ島、マリンドック島、カタンドゥアス島に生息し、同じフィリピン産の大型種である近似種のインターメディア（ダールマン）ツヤクワガタ (O. dalmanni intermedia) がパラワン島・ネグロス島・パナイ島・シブヤン島・セブ島に生息し、分布域の重複は少なく住み分けているが、ミンドロ島では両者（ダールマン亜種のルディカツヤクワガタ（O.d rudicae））が混在する。

## 特徴
体長は、雄39.8-104.3ミリ、雌44.6-54.7ミリ。体つきは全般的に太く、厚みもある。そのサイズは、ツヤクワガタ属だけでなく、クワガタムシ全般でも最大級となる。
雄個体の大顎は、原歯型から中歯型から長歯型まで多様な形状や大きさの変化を見せる。原歯型では顎が太短くペンチのような形状を呈し、中歯型では顎の基部に大きな歯が発達する。長歯型では大きく湾曲した長大な顎の先端部にのみ内歯が並ぶのに対し、中央部から基部には内歯が全くなく、これは本種の特徴の一つである。
同程度の体長を持つ雄個体でも大顎の大きさや形状にばらつきがあるのが本種の特徴の一つで、通常原歯型の大顎を持つ場合が多い小型個体が中歯型の大顎を持つ場合やその反対など、様々なパターンが現れるが、長歯型だけは、85mm以上程の大型個体にしか出現しない。
本種はインターメディアツヤクワガタに近いとされている。インターメディアツヤクワガタと本種とでは、
1. インターメディアの方が全体的に細身で、体表が漆を塗ったような光沢を持つのに対し、本種はやや太くがっちりしており、体表に光沢がない。
2. 雄個体の大顎形状が異なり、インターメディアの長歯型個体では基部に必ず長大な内歯が発達するのに対し、本種の長歯型個体では大顎の基部に内歯が現れる個体はない。
3. 本種は胸部の裏側部分にカギ状の突起が発達しているのに対し、インターメディアにはない。
4. 生きている個体を比べると、触角を活発に動かしているのが本種で、インターメディアはそれほど動かさない。

といった差異がある。

## 生態
標高が800 - 1500m程の高地熱帯雨林に生息する。成虫はカシ類や大型草本の樹液に集まる。昼夜問わず見られるが、相対的には夜行性の傾向が強い。
雄成虫の大顎の力は強力で、先端部の歯に挟まれると皮膚に穴が開いて出血する事が確実なほど。どの型の顎に挟まれても非常に痛い。灯火にも飛来する。
成虫の寿命は6 - 10カ月ほどで、クワガタ属 Dorcus 場合と比べるとそれほど長い方ではない。
幼虫は腐朽分解が進んだカシ、シイ、ラワン等の半土化した腐植質中に見られる。孵化から蛹化までには約2年を要する。その生態は近縁なマルバネクワガタ属やカブトムシなどにも近く、幼虫は繭を作るように自分の周囲の餌を食べて成長していく。
闘争心は非常に強く力も強いため、しばしば戦闘力の高いクワガタとして名前が挙げられる。

## 飼育
植物防疫法の輸入規制の対象ではないため、日本への輸入・飼育は可能である。外国産のクワガタムシの中では大型であり、やや安価で、飼育も比較的容易であることで、インターメディアツヤクワガタと並んで流通量は多く、最大級のクワガタだけあって人気が高いが、明度、彩度ともに低い体色なので、フェモラリスツヤクワガタ (O. femoraris) やブルマイスターツヤクワガタ (O. blumeiser) 、ラコダールツヤクワガタのような上翅に明るい色彩を持つ種に比べ、その点で人気が劣る。
発酵の進んで黒っぽくなったマットやカブト用のマットを小型のコンテナに3-5cmほど堅くつめ、さらに容器の7割程度の深さになるまでマットを追加する。手で握って固まりになる程度をマットの水分量の目安とすれば、産卵床にも幼虫の飼育にも用いることができる。幼虫は大食漢で、菌糸ビンの残りや使用済みマットなどのような、バクテリア等によりある程度分解の進んだ腐植質が餌として好適である。また、前蛹時に繭玉を壊してしまうと死亡する確率が高くなるので、この時期の扱いには注意を要する。成虫までの期間は、雄で1.5年-2年、雌で1年以上もかかる。寒さに弱いことと成長が遅いことを除けば、飼育は比較的簡単である。但し、大型・長歯型の雄成虫を育てるのは難易度が高く、通常の飼育をした場合大半は原歯型から両歯型に成長してしまう。長歯型を飼育するには低温飼育や大型のケースを用いるとよい。

## 近似種
本種に似たツヤクワガタの仲間で、インターメディアツヤクワガタの他、オニツヤクワガタ (Odontlabis siva) や、カリナータツヤクワガタ (Odontlabis carinata) などが、フィリピンをはじめ中国南部や台湾、インド、東南アジアにかけて広く分布する。